# Американо-иракские отношения
Американо-иракские отношения — двусторонние дипломатические отношения между США и Ираком.

## История
Стратегическое рамочное соглашение (SFA) между Ираком и США[когда?] является основой двусторонних отношений. Оно охватывает широкий круг вопросов двустороннего сотрудничества, включая политические отношения и дипломатию, оборону и безопасность, торговлю и финансы, энергетику, судебные и правоохранительные вопросы.
К 2011 году, после официального завершения иракской войны, начавшейся со вторжения в 2003 году, страну покинули все американские военнослужащие, кроме 5,5 тыс. сотрудников частных военных компаний. Это произошло после того, как двум странам не удалось договориться о соглашении о статусе сил. 
В 2014 г. иракское правительство попросило войска США вернуться, чтобы помочь изгнать «Исламское государство», признанного террористической организацией, завоевавшее к тому времени одну треть Ирака и большую часть Сирии.
В период активной фазы боевых действий в Ираке пребывало, по данным Пентагона, свыше 160 тыс. американских военных. 

В 2021 году Пентагон объявил о переходе роли миссии от боевой к консультационной и на начало 2024 год в Ираке дислоцированы примерно 2,5 тыс. американских военнослужащих, они занимаются тренировками местных вооруженных сил и борьбой с оставшимися боевиками «Исламского государства».
3 января 2020 года вооруженными силами США был нанесён авиаудар по международному аэропорту Багдада,  были убиты Касем Сулеймани — командующий отрядом «Кудс» иранского КСИР и Абу Махди аль-Мухандис — командир иракской группировки шиитских ополченцев «Силы народной мобилизации» (PMF, «Аль-Хашд аш-Шааби»).
В январе того же года иракский парламент проголосовал за резолюцию о прекращении военного присутствия США; резолюция не была обязывающей.
5 января 2024 г. с помощью беспилотника американскими военными в Багдаде был убит, на фоне усилившихся обстрелов американских баз (с середины октября 2023 по начало января 2024 на их войска в Ираке и Сирии было совершено, по данным США, более 100 нападений), полевой командир Муштака аль-Джавари (входил в шиитские Силы народной мобилизации), признанные властями Ирака официальным органом безопасности, США же подозревают его группировку в террористических нападениях на сотрудников американских ведомств в Ираке); на следующий день власти Ирака сделали публичное объявление о начале процесса вывода иностранного контингента из страны. Пентагон не планирует полностью выводить войска (2,5 тыс. официальных солдат, плюс контингент контрактников) из Ирака.
Утром 3 февраля ВВС США нанесли удары по четырем позициям проиранских вооруженных группировок в районе Эль-Каима («удар возмездия по территории Сирии и Ирака» за удар по базе США Эт-Танф), были атакованы в том числе объекты народного ополчения «Аль-Хашд аш-Шааби», при этом США заблаговременно не предупредили иракское правительство о планах нанесения авиаударов. В правительстве страны сообщили, что погибли 16 человек и 25 получили ранения; власти Ирака объявили общенациональный траур в память о погибших в результате ночных атак США. Глава МИД Ирака Фуад Хусейн заявил, что Вашингтон принес извинения за удар по территории страны.

## Торговля
Правительство Ирака заявило[когда?] о своем желании перейти от централизованной экономики к рыночной. 
США вкладывают средства в различные сектора экономики Ирака: энергетику, оборону, информационные технологии, автомобилестроение и транспортный сектор.  

В 2011 году двусторонняя торговля составила сумму в 19,3 млрд долларов США; американский экспорт в Ирак составил сумму в 2,4 млрд долларов США (на 46,8 % больше, чем в 2010 году); иракский экспорт в Соединенные Штаты составил сумму в 16,9 млрд долларов США, почти полностью состоит из сырой нефти. 
 
В первой половине 2012 году экспорт из США в Ирак составил сумму в 951,7 млн долл., по сравнению с 1,365 млрд долларов в первой половине 2011 года.